# Abbaye de Fonthill
L'abbaye de Fonthill (en anglais : Fonthill Abbey), aussi connu sous le nom de Beckford Folly, est une grande maison de campagne néo-gothique construite entre 1796 et 1813 à Fonthill Gifford dans le Wiltshire, en Angleterre, par l'écrivain William Thomas Beckford et l'architecte James Wyatt.
Beckford emménagea à Fonthill Abbey en 1807, alors qu'elle n'était pas terminée. Le bâtiment n'était pas confortable du tout : soixante feux étaient nécessaires pour garder la maison sèche, si ce n'est chaude ; la plupart des chambres étaient aussi nues que des cellules monastiques, treize étaient dépourvues de fenêtre.

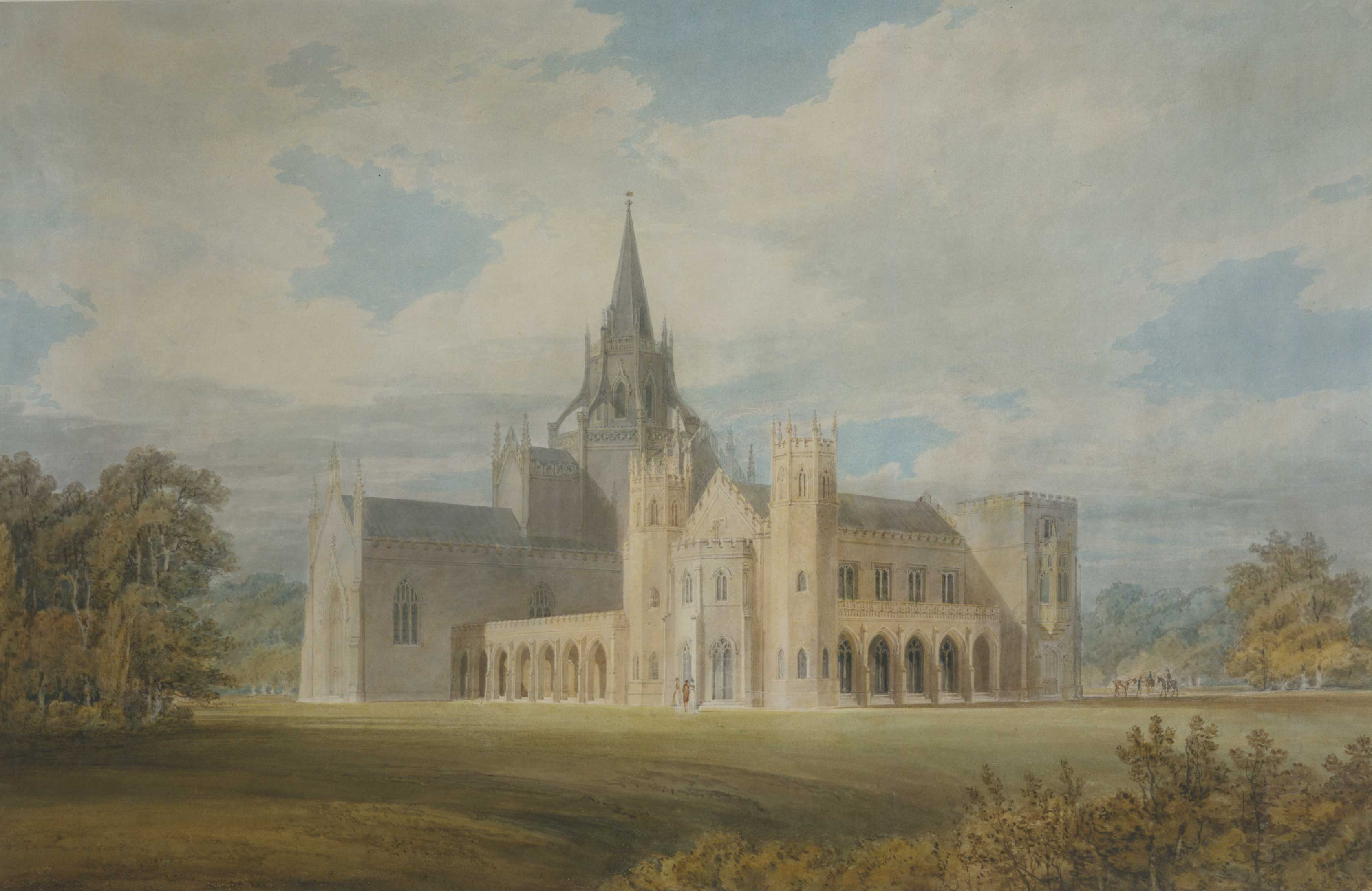
Vue en perspective de Fonthill Abbey
William Turner, 1799
Musée de Bolton (Grand Manchester)

Il commanda au peintre William Turner une série de cinq aquarelles en 1799-1800, qui furent exposées à la Royal Academy en 1800. Aujourd'hui elles sont conservées dans une collection privée, au Musée des beaux-arts de l'Ontario à Toronto au Musée des beaux-arts de Montréal à la National gallery of scotland à Edimbourg et à la Whitworth Art Gallery de Manchester.
Ruiné par la chute des cours du sucre, Beckford vendit Fonthill Abbey en 1823 à John Farquhar (en), homme d'affaires écossais. En 1825, juste avant Noël, la grande tour octogonale s'écroula, détruisant un tiers de l'édifice. Farquhar mourut en 1826, et ce qui restait de la maison fut démoli.

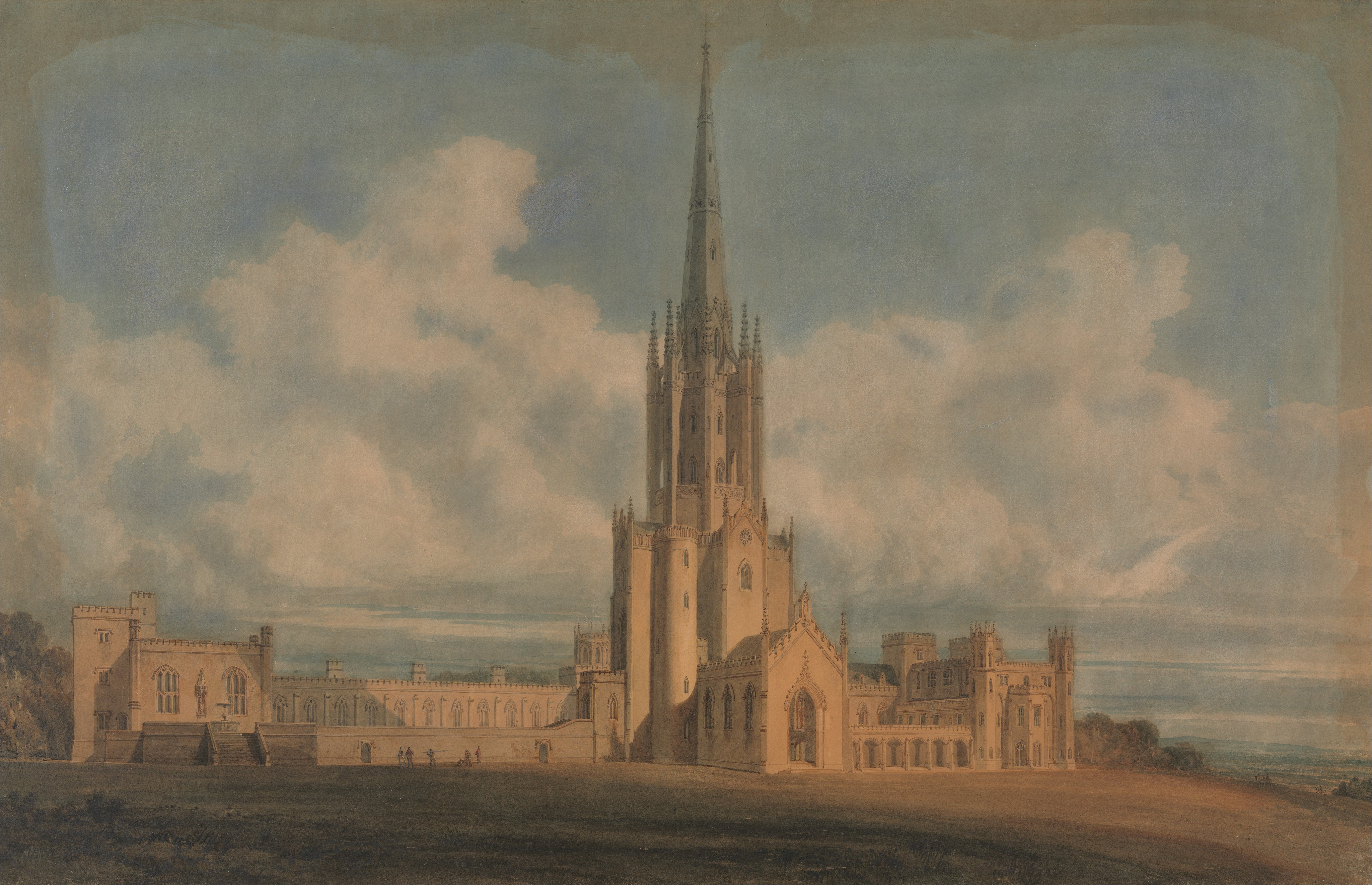
James Whyatt - projet pour Fonthill Abbey - 1798
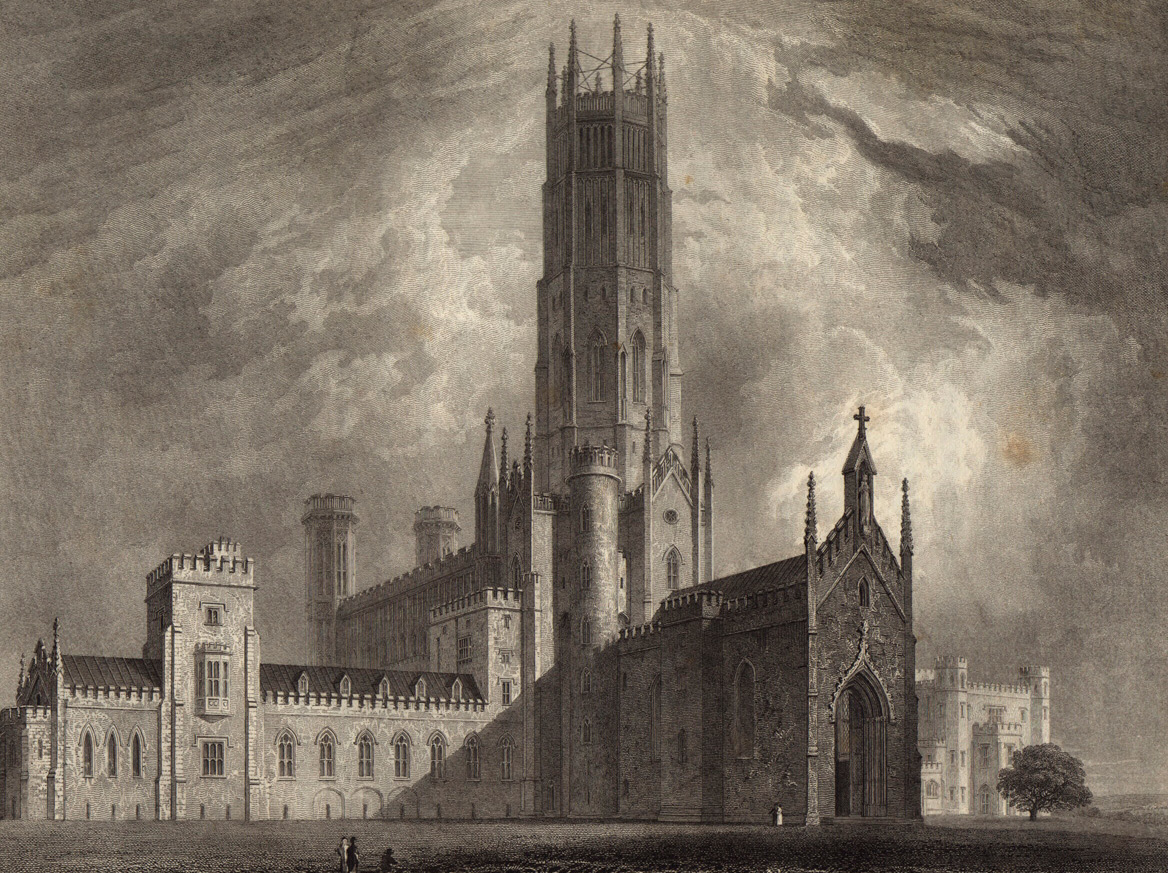
Vue nord-ouest (dessin)
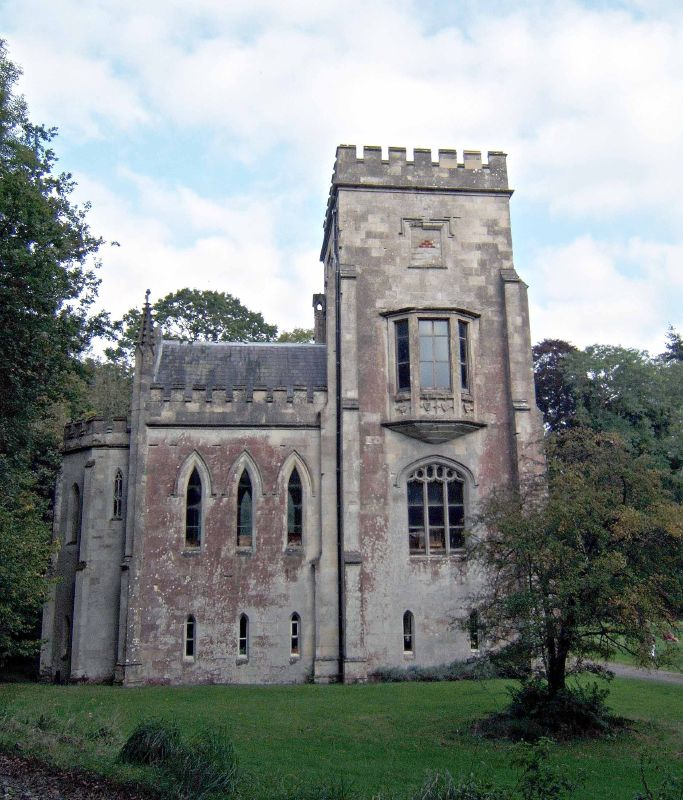
Tour et oratoire subsistant aujourd'hui